# Hellimer
Hellimer är en kommun i departementet Moselle i regionen Grand Est (tidigare regionen Lorraine) i nordöstra Frankrike. Kommunen ligger i kantonen Grostenquin som tillhör arrondissementet Forbach. År 2022 hade Hellimer 517 invånare.

## Befolkningsutveckling
Antalet invånare i kommunen Hellimer
| Referens: INSEE |